# Hobart (motorfiets)
Hobart is een Brits historisch van motorfietsen.
De bedrijfsnaam was: Hobart Cycle Co. Ltd., later Hobart Motor Works, Hobart Bird & Co. Ltd., en Hobart-ACME, Coventry.

## Motorfietsen, eerste periode 1901-1905
De eerste sporen van de Hobart Cycle Co. Ltd. dateren van 1892, toen er geadverteerd werd met Hobart-rijwielen. In 1901 verscheen er een autocycle, een licht motorfietsje met een hellende cilinder. Dit goed afgewerkte motorfietsje werd bekend als de "Handy Hobart". In 1903 verscheen de eerste echte motorfiets met een staande eencilinder-kop/zijklepmotor in een loop frame. Dit model bleef tot 1905 vrijwel onveranderd in productie.
Daarna eindigde de motorfietsproductie voorlopig, maar het bedrijf werd wel toeleverancier voor andere bedrijven.

## Motorfietsen, tweede periode 1910-1915
In 1910 bouwde Hobart zelf weer motorfietsen, met een 2½pk-eencilindermotor met een hellende cilinder boven de onderste framebuis, een tandwielaangedreven Bosch-dynamo, een verstelbare poelie op de aandrijfriem en een Druid-voorvork. In 1911 verscheen een damesmodel, waarbij het frame verlaagd was en de cilinder horizontaal was aangebracht om extra ruimte te maken. Ook was de motor helemaal ingesloten, zodat de damesrokken niet in contact met het blok konden komen.
Vanaf 1913 ging het bedrijf ook inbouwmotoren van andere fabrikanten gebruiken, in eerste instantie viertaktmotoren van JAP. In 1914 presenteerde men een model met een eigen 225cc-tweetaktmotor, maar in 1915 werd deze vervangen door een 269cc-Villiers-tweetakt. Ook kwam er een nieuw model met een 6pk-JAP-V-twin.
Dat was voorlopig het laatste productiejaar, want om materialen te sparen voor de oorlogsindustrie verbood het War Office de productie van motorfietsen. De productie van fietsen en wellicht ook onderdelen kon tijdens de Eerste Wereldoorlog wel doorgaan.

## Motorfietsen, derde periode 1919-1924
Na de oorlog kwam de 269cc-tweetakt weer op de markt, nu voorzien van achtervering. In 1920 volgde een 292cc-JAP-viertakt. In 1921 kreeg ook dit model achtervering en verschenen er ook meer versies van beide modellen. In 1922 kwamen er nieuwe modellen, met 348cc-Blackburne- en 346cc-JAP-motoren.
De 292cc-JAP- motor werd vervangen door een 249cc-Blackburne-zijklepmotor. De viertaktmodellen kregen nu een uitgebreide keuzemogelijkheid aan verschillende twee- en drieversnellingsbakken en ook riem- of kettingaandrijving naar het achterwiel. In deze periode werd Hobart overgenomen door de Rex-ACME Motor Mfg. Co., die eveneens in Coventry was gevestigd. Daarom veranderde de bedrijfsnaam in 1924 in Hobart-ACME. Het modellenaanbod werd sterk teruggebracht: alleen de modellen met de 170cc-tweetaktmotor en de 292- en 346cc-JAP-motoren werden nog geleverd. Na dit jaar werd de productie beëindigd, maar de Hobart-motoren waren als inbouwmotor nog enkele jaren leverbaar.

## McKenzie en Saxessories
In 1922 bouwde Hobart in opdracht van McKenzie aangepaste fietsframes met een 170cc-tweetaktmotortje. Ook de Saxessories-motorfietsjes met 269cc-Villiers-blok werden bij Hobart geproduceerd. Zij werden in 1923 en 1924 geleverd.
Na de beëindiging van de productie richtten twee werknemers, Barbary en Downes, hun eigen merk Coventry B&D op. De daar geproduceerde Wee McGregor-autocycles hadden hetzelfde 170cc-tweetaktmotortje.